# Franz-Rudolf Reichert
Franz-Rudolf Reichert (* 13. März 1930 in Göttelborn; † 19. März 1988 in Klausen/Eifel) war ein deutscher Priester und Bibliothekar. 

## Leben
Franz-Rudolf Reichert studierte Katholische Theologie und Philosophie und promovierte 1962 an der Universität Trier. Die theologischen Abschlussprüfungen legte er 1956 und 1957 ab. Von 1957 bis 1963 arbeitete er als Kaplan in Oberwesel und Trier. Als Bibliotheksreferendar bei der Universitätsbibliothek Saarbrücken trat er 1963 in die Ausbildung für den höheren Bibliotheksdienst ein und legte 1965 am Bibliothekar-Lehrinstitut des Landes Nordrhein-Westfalen die Fachprüfung ab. Von 1965 bis 1967 war er Subregens am Bischöflichen Priesterseminar in Trier und dann seit 1967 an der Bibliothek dieser Einrichtung tätig, die er von 1969 bis zu seinem Tod als Direktor leitete. 
In seinen Veröffentlichungen beschäftigte er sich insbesondere mit der katholischen Aufklärung und der Geistes- und Kirchengeschichte des 18. und 19. Jahrhunderts.

## Schriften (Auswahl)
- Die älteste deutsche Gesamtauslegung der Messe (Erstausgabe ca. 1480) (= Corpus catholicorum, Bd. 29). Aschendorff, Münster 1967 (Dissertation Universität Trier).
- (Hrsg.): Gottfried Bessel. Diplomat in Kurmainz, Abt von Göttweig, Wissenschaftler und Kunstmäzen; [Festschrift anläßlich der 300. Wiederkehr des Geburtstages von Gottfried Bessel] (= Quellen und Abhandlungen zur mittelrheinischen Kirchengeschichte, Bd. 16). Mainz 1972.
- Im Jahre Null. Aus Welt und Umwelt des Neuen Testaments. Paulinus-Verlag, Trier 1972, ISBN 3-7902-0121-9.
- (Hrsg.): Beiträge zur Mainzer Kirchengeschichte in der Neuzeit. Festschrift für Anton Philipp Brück zum 60. Geburtstag (= Quellen und Abhandlungen zur mittelrheinischen Kirchengeschichte, Bd. 17). Mainz 1973.
- (mit Heinz Röttgen): Von der katholischen Aufklärung bis zu den Kölner Wirren. Ein Verzeichnis von Flug- und Streitschriften aus der Bibliothek des Trierer Priesterseminars. Trier 1978.
- Handbuch der kirchlichen katholisch-theologischen Bibliotheken in der Bundesrepublik Deutschland und in West-Berlin. 2. Aufl. Saur, München 1979, ISBN 3-598-07072-1.
- Im Dienst des Glaubens und der Wissenschaft. Festschrift aus Anlaß des 175jährigen Bestehens der Bibliothek des Trierer Priesterseminar. Trier 1980.
- Literaturversorgung in den Geisteswissenschaften durch kirchliche Bibliotheken. Fakten, Möglichkeiten, Probleme, Wege. In: Rudolf Frankenberger (Hrsg.): Literaturversorgung in den Geisteswissenschaften (= Zeitschrift für Bibliothekswesen und Bibliographie, Sonderhefte, Bd. 43). Klostermann, Frankfurt/M. 1986, S. 194–205, ISBN 3-465-01695-5.
- Theologie und Priesterausbildung unter Kurfürst Clemens Wenzeslaus 1768–1798. In: Gunther Franz (Hrsg.): Aufklärung und Tradition. Kurfürstentum und Stadt Trier im 18. Jahrhundert ; Ausstellungskatalog und Dokumentation (= Ausstellungskataloge Trierer Bibliotheken, Bd. 16). Spee-Verlag, Trier 1988, S. 75–100, ISBN 3-87760-120-0.
- Incunabula der Bibliothek des Bischöflichen Priesterseminars Trier (hrsg. von Michael Embach und Lucas Brinkhoff). Harrassowitz, Wiesbaden 1991, ISBN 3-447-03161-1.